# Vaaloranje melkzwam
De vaaloranje melkzwam (Lactarius quieticolor, synoniem:  Lactarius hemicaneus) is een schimmel behorend tot de familie Russulaceae . Hij vormt ectomycorrhiza met grove den (Pinus sylvestris) op iets voedselrijke zandgrond. De vruchtlichamen verschijnen tussen augustus en oktober.

## Kenmerken

### Uiterlijke kenmerken
Hoed
De hoed heeft een diameter van 3 tot 7 (11) cm. De vorm is eerst afgeplat met een sterk gebogen rand, later wordt deze afgeplat en min of meer ingedrukt in het midden. Het oppervlak is glad, mat tot zijdeachtig glanzend en vettig en glanzend bij jonge vruchtlichamen of bij vochtig weer. De hoed is min of meer duidelijk gezoneerd, vooral naar de rand toe. De kleur van de hoed is zeer variabel. De hoed kan lichtgrijs-okerkleurig zijn en een witachtige rand hebben en grijsachtig-oker tot grijsbruine zones, of grijsachtig roze tot roze-kleikleurig en gezoneerd baksteenkleurig. Soms is de hoed ook oker tot crème of zelfs olijfbruin, kleibruin of kaneelkleurig en donkergroenachtig in het midden, vooral bij jonge vruchtlichamen. Soms is de hoed lichtblauwgrijs tot rozegrijs en heeft hij donkerdere, blauwachtig groene zones. Met het ouder worden kan het gehele vruchtlichaam grijsgroen tot groengrijs verkleuren. De witachtig omrande rand blijft lang gebogen en glad.
Lamellen
De jonge crèmekleurige en later feloranje-okerkleurige lamellen lopen min of meer langs de stee. Ze zijn soms gevorkt en hun gladde randen zijn iets bleker van kleur dan de oppervlakken. Gewonde en gekneusde plekken worden groenachtig, later wijnrood of violet.
Steel
De cilindrische of naar beneden toe smaller wordende steel is 2 tot 6 cm lang en 1 tot 2,5 cm breed. Het steeloppervlak is glad, min of meer droog, bleek zalmkleurig tot rozegrijs, later ook groenachtig oker of roodachtig oker. Aan het uiteinde van de steel onder de lamellen heeft de steel vaak een ringvormige, witachtige kraag. Soms is het ook druipend, donkerder gevlekt. De vlekken worden vaak bleekgroenachtig op oudere vruchtlichamen.
Vlees
Het vruchtvlees is jong dik en stevig, maar wordt al snel steeds holler in de steel. Wanneer het wordt gesneden, is het witachtig tot bleek crème aan de binnenkant en verkleurt het levendig oranje tot koraalrood aan de buitenkant, soms met een groenachtig blauwe zone onder het oppervlak van de hoed. Het oranjekleurige vruchtvlees kleurt heel langzaam geelbruin tot bruinachtig wijnrood. Het ruikt zwak en smaakt aangenaam mild, maar wordt na verloop van tijd min of meer bitter. 
Melksap
De oranjekleurige, mild smakende melk is vrij schaars aawezig en wordt binnen 20 minuten tot een uur wijnrood voordat hij groenachtig opdroogt.
Sporenprint
De sporenprint is lichtroze-oker.

### Microscopische kenmerken
De afgeronde tot breed elliptische sporen zijn gemiddeld 8,3 tot 8,9 µm lang en 6,8 tot 7,5 µm breed. Het Q-getal (verhouding van lengte en de breedte van de sporen) is 1,1 tot 1,3. Het sporenornament is tot 0,7 (1,0) µm hoog en bestaat uit wratten en ribben, waarvan sommige als zebrastrepen zijn gerangschikt en vaak met elkaar verbonden zijn, maar slechts af en toe gesloten mazen vormen. Geïsoleerde, vaak geribbelde wratten komen vrij vaak voor.
De basidia meten 37-55 × 8-12 µm en zijn gewoonlijk 4-sporig. De lancetvormige pleurocystidia zijn vrij talrijk en meten 65–100 × 8–10 µm. Ze zijn prominent aanwezig en soms lichtgeel van kleur. De lamellaire randen zijn heterogeen, naast de basidia zijn er talloze smalle spoelvormige tot priemvormige cheilocystidia, waarvan de punt soms is ingesnoerd als een parelketting. Ze zijn 30 tot 70 µm lang en 6,5 tot 10 µm breed.
De cuticula (Pileipellis) is een 200 tot 300 µm dikke ixotrichoderm, samengesteld uit onregelmatig met elkaar verweven, meestal stijgende, doorzichtige, 2 tot 3 µm brede hyfen.

## Verspreiding

Europees verspreidingsgebied

De vaaloranje melkzwam komt in Nederland matig algemeen voor. Hij staat niet op de rode lijst en is niet bedreigd.

## Naamgeving
De wetenschappelijke naam werd gepubliceerd door de Franse mycoloog Henri Romagnesi in 1958.